# Algésiras (auteur)
Pour les articles homonymes, voir Algésiras (homonymie).
Algésiras, de son vrai nom Anne-Laure Garcia, est une autrice de bande dessinée française née le 22 octobre 1972 à Bangui, en République centrafricaine. Ses œuvres notables incluent la série fantastique Candélabres.

## Biographie
D'une famille originaire des Hautes-Pyrénées (Maubourguet), elle passe les dix premières années de sa vie en République centrafricaine, avant que sa famille ne quitte le pays pour le Burkina Faso, où elle passe 6 ans.
Arrivée en France, elle passe un bac scientifique avant d'intégrer, avec le soutien de son professeur d'arts plastiques, l'École des beaux-arts d'Angoulême, dans la section bande dessinée. À sa sortie de l'école, quatre ans plus tard, elle se lance dans la traduction de scénarios et travaille aussi pour une société de dessin animé, où elle s'occupe du lay-out.
Elle s'occupe des graphismes de la série fantastique Candélabres, dont le premier volume paraît en 1999 et connaît quatre volumes,. Depuis, elle exerce la fonction de scénariste et apporte des contributions à des albums collectifs. Elle adapte également en bande dessinée Les Guerriers du silence de Pierre Bordage à partir de 2005. En 2010, elle s'associe avec Aurore Demilly pour créer la série Elinor Jones chez Soleil Productions, qui connaît trois tomes jusqu'en 2012.
Algésiras était l'invitée de Japan Expo 5e Impact en juillet 2003.

## Œuvres
- Candélabres, couleurs Nadine Thomas, Delcourt, collection Machination.

1. Solédango (avril 1999)
2. Voleurs d'étincelles (octobre 2000)
3. Incandescence (mai 2002)
4. L'homme avec les oiseaux (février 2006)

- Les Guerriers du silence, scénario d'après le roman de Pierre Bordage. Dessins Philippe Ogaki, couleurs Stéphane Servain, Delcourt, collection Néopolis.

1. Point rouge (février 2005)
2. La Marchandhomme (octobre 2006)
3. Le fou des montagnes (avril 2007)
4. Le tombeau absourate (juin 2008)

- Elinor Jones, scénario. Dessins et couleurs d'Aurore, Soleil, collection Blackberry

1. Le bal d'hiver (janvier 2010)
2. Le bal de printemps (mai 2011)
3. Le bal d'été (octobre 2012)

### Participations à des albums collectifs
- Paroles d'étoiles, scénario Serge Le Tendre, dessins Algésiras, couleurs Stéphane Servain, Soleil, novembre 2008
- Luciole, in Un Noël extraordinaire, scénario Algésiras, dessins et couleurs Aurore, Delcourt, collection Jeunesse, novembre 2011
- Romance de Mars, avec Bruno Bellamy, éd. Auto-édition 2014.  (ISBN 979-10-93530-00-0)
- Léontine in  Polar Shots entre amis à Cognac avec Servain chez Les Humanoïdes associés, 2020.
- La tresse, Lylian & Algesiras , Soleil, 2022, 128 p.[6]  (ISBN 9782302089600)